# Старо вавилонско царство
Старо вавилонско царство или Прва вавилонска династија била је држава у древној Месопотамији са центром у граду Вавилону која је постојала од 1894. до 1595. године п.н.е. (сумерски попис краљева). Држава је врхунац достигла у време владавине цара Хамурабија када се протезала на територији читаве Месопотамије.

## Оснивање Вавилона
Први познати запис о Вавилону потиче из Треће фазе ранодинастичког периода када се град помиње у попису нових номи. Старо сумерско име за град Вавилон било је Кадингир ("Божија врата"). У време оснивања град се налазио са десне стране Еуфрата, а данас се налази са леве стране. Други назив за град је акадског порекла, Баб-илим/Баб-илу/Баб-ел, што такође значи "Божија врата". Врховни бог Вавилона био је Мардук. 

## Оснивање Прве вавилонске династије
Распадом Сумерско-акадског царства (Треће династије Ура) настало је више аморитских градова-држава међу којима се истичу Исин, Ларса, Ешнуна, Мари и Ашур. Аморитска племена упадала су на просторе Месопотамије углавном из предела Сирије. 
Оснивач Прве вавилонске династије био је вођа аморитских племена - Сумуабум. Он је 1894. године п. н. е. (сумерски попис краљева) упао на територију номе Вавилон и успоставио своју династију. За престоницу је узео град Вавилон. Стратешки положај Вавилона омогућавао му је мешање у борбе околних држава: Борсипе, Дилбата и Кутуа. Киш, престоница друге државе, налазио се само на 15 км северно од Вавилона. Војска Сумуабума бројала је свега 300 људи. За себе је приграбио титулу "цар све четири стране света" што значи да је од поданика очекивао да га поштују као божанство. 

## Старо вавилонско царство до Хамурабија
Краљ Сумуабум и његов наследник Суму-ла-Ел (1880-1845) проширили су вавилонску државу на штету аморитских држава у Казалу, Кишу и Сипару и поред Суму-ла-Еловог пораза од краља Ларсе, Синидинима. Следећи вавилонски владар био је Сабиум који је владао до 1831. године п. н. е. Он је такође успешно ратовао са својим суседима. Пред његову смрт, Вавилон се уздигао у државу по снази једнаку Ешнуни, Малгиуми, Казали, Исину и Ларси. У време краља Сабиума пада и упад Еламаца у Ларсу. Кудурмабуг је склопио савез са Сабиумом. Након краће владавине Варад-Сина, на престо Ларсе долази Кудурмабугов син Рим-Син I. Јачање Ларсе довело је до коалиције Урука, Исина, Вавилона и Рапикума која је поражена од стране Рим-Сина. Неколико година касније Вавилон и Ларса склапају савезништво против Исина. Заузимање Исина од стране Ларсе користило је и Вавилону.

## Прве године Хамурабијеве владавине
Хамураби долази на вавилонски престо 1792. године (сумерски попис краљева). Првих пет година владавине провео је у учвршћивању власти и припремама за ратне походе. Шесте године своје владавине, Хамураби напада најјачу државу у јужној Месопотамији, Ларсу краља Рим-Сина I. У овом рату успео је заузети Урук и Исин знатно умањујући моћ непријатеља. Међутим, још увек није био довољно моћан да нападне Рим-Сина већ са њим склапа мир и савезништво. Подређено савезништво склопио је и са моћним асирским краљем Шамши-Ададом I. Савезништво је склопио и са градом Ешнуном који је користио као бедем од могућих асирских напада. 

## Освајачки период
Обезбедивши савезништво најмоћнијих држава, Хамураби се бацио на освајање оних слабијих. Године 1783. напао је и срушио град Малгиум. Следеће године је страдао град Рапикум. Оба града били су асирски бедеми на јужним границама. Долазак на престо Марија владара Зимри-Лима још је више поткопало моћ Асирије. Смрт Шамши-Адада I однела је једног јаког Хамурабијевог противника. У савезништву са Зимри-Лимом, Хамураби је држао цео средњи ток Еуфрата, делимично и Тигра. 
Након ових акција Хамураби прекида ратне акције све до 1764. године. Те године Ешнуна, Малгиум и Елам формирају коалицију против вавилонског владара. Хамурабијева реорганизована војска разбила је савезничке снаге и довела до проширења вавилонске државе према хуритским племенима. Следеће године Хамураби се осмелио да нападне Рим-Сина I, сада већ потпуно остарелог. Рат је трајао пола године када је Рим-Син поражен. Хамураби је његову државу прикључио Вавилону и узео титулу "отац Аморита". У следеће две године пала је и моћна држава Ешнуна као и градови Малгиум и Манкисум. Вавилонско царство сада је достизало територије бившег Сумерско-акадског царства. Године 1759. Хамураби напада Мари који је брзо освојен. Његов некадашњи савезник, Зимри-Лима, погинуо је приликом освајања града. Град је разорен. Године 1755. разорена је и Ешнуна, престоница једне од најјачих аморитских држава. Хамураби је разорио канале и поплавио град. Држава се више никада није опоравила. 
У војном походу против Асирије, Хамураби 1757. године п. н. е. заузима најважније градове - Ашур и Ниниву. Асирска династија избегла је на север. У његовим рукама сада се налазила цела Месопотамија. Ван домашаја остао је једино Елам и западне области Сирије. 

## Хамурабијева држава
Хамурабијева "светска" царевина имала је у себи многе бивше државе са различитим законима, обичајима и боговима. Хамураби је због тога спровео реформе у циљу обједињавања Вавилонског царства. Врховни бог Царства био је Мардук, дотадашњи вавилонски бог. Земља је подељена на административне јединице са престоницом у Вавилону. Чувен је Хамурабијев законик исписан клинастим писмом. Спада у најстарије пронађене законике; свега три законика старија су од њега - Законик Ур-Намуа, Липит-Иштаров и Дадушин. Исписан је на базалитној стени дугачкој 2,62 метра и садржи 282 члана. Казне нису биле једнаке за све слојеве становништва. 

## Опадање државе у време Хамурабијевих наследника
Хамурабија је на престолу наследио син Шамси-Илуна (1749-1712). Његов задатак био је очување очеве државе. Многи локални владари покушали су искористити Хамурабијеву смрт и изборити се за независност. До 1742. године п. н. е. није било већих проблема. Тада долази до упада Касита на територију Царства. Од царства се издваја Ханејско царство са центром у граду Хани. Почетком 17. века п. н. е. од Старог вавилонског царства већ је био откинут средишњи ток Еуфрата. 
Године 1742. п. н. е. започињу и устанци у Ларси, Уру, Кисури, Уруку, Нипуру, Исину, а могуће и у Лагашу. Устанак Рим-Сина II у Ларси је угушен. Године 1722. п. н. е. јужне области царства се отцепљују и формирају Прву приморску династију под краљем Илиманом. Убрзо се отцепљују и северне, асирске области. Шамсу-Илуна је до пред крај живота владао само областима старог Акада. Шамсу-Илунин наследник, Абиешу, није успео повратити власт. О њему немамо много података, као ни о његовом наследнику Амидитани (1683-1647). За Ашидитанија се зна да је предузео два похода на Приморску династију.
Претпоследњи владар Вавилона, Амисадука (1646-1626) познат је једино по прокламовању Указа који подсећа на неки вид законика. Први указ прокламовао је почетком своје владавине, а други 1637. године п. н. е. На Горњу Месопотамију више није ни претендовао. Ту су се већ формирале самосталне државе: Асирија и Ханејско царство. 
Један од значајнијих догађаја Амисадукове владавине било је и посматрање изласка планете Венере 1639. године. Овај датум постаје астрономска одредница на основу које је могуће утврдити хронологију овог периода. 
Последњи владар Прве вавилонске династије био је Шамсу-Дитана (1625-1595). О његовој владавини нема података. Године 1595. у Месопотамију упада хетитски владар Муришилиш I и напада на Вавилонско царство. Град Вавилон тотално је разорен 1595. године. Из храма бога Мардука однета је велика Мардукова статуа као ратни трофеј. Због великог броја Ханејаца у хетитској војсци, Муришилиш оставља статуу у граду Хани. Приликом заузимања престонице гине и последњи краљ Прве вавилонске династије. 

## Краљеви Прве вавилонске династије
| Краљ         | Владавина                                   | Коментар                                                               |
| ------------ | ------------------------------------------- | ---------------------------------------------------------------------- |
| Сумуабум     | око 1830—1817 п. н. е. (Кратка хронологија) | Оснивач династије                                                      |
| Суму-ла-Ел   | око 1817—1781 п. н. е.                      |                                                                        |
| Сабиум       | око 1781—1767 п. н. е.                      |                                                                        |
| Апил-Син     | око 1767—1749 п. н. е.                      |                                                                        |
| Син-мубалит  | око 1748—1729 п. н. е.                      |                                                                        |
| Хамураби     | око 1728—1686 п. н. е.                      | Царство достиже врхунац, простире се на територији читаве Месопотамије |
| Шамсу-Илуна  | око 1686—1648 п. н. е.                      |                                                                        |
| Абиешу       | око 1648—1620 п. н. е.                      |                                                                        |
| Ами-дитана   | око 1620—1583 п. н. е.                      |                                                                        |
| Ами-садука   | око 1582—1562 п. н. е.                      |                                                                        |
| Шамсу-Дитана | око 1562—1531 п. н. е.                      | Пад Вавилона                                                           |